# 巴芬國家公園
13°48′N 10°49′W / 13.800°N 10.817°W
巴芬國家公園是馬里的國家公園，位於該國西南部，成立於2000年7月1日，面積5,000平方公里，以疏林地貌為主，是曼丁高原唯一的黑猩猩保護區。